# Бела лађа (3. сезона)
Трећа сезона телевизијске серије Бела лађа је премијерно емитована на Првом програму Радио телевизије Србије у периоду од 25. јануара до 26. априла 2009. године.

## Продукција
Снимање трећег циклуса је одложено, због смрти глумца Миленка Заблаћанског који је трагично настрадао, убрзо после саобраћајне несреће па је Синиша Павић, према сопственом признању, морао да измени сценарио у деловима где се појављује Маринко Пантић. Због кога је Маринко у трећем серијалу „пресељен“ у Беч, где ради у Градској чистоћи.

## Радња
Шојићу - захваљујући предвиђању бабе-Роске- постаје јасно да му је за учешће у власти потребна подршка страних амбасадора, па преко свог батлера Ћирка и његове веренице успева да ступи у везу са дипломатским представником мале, али утицајне земље (њено име се не наводи). Иако је амбасадор рањен у лову, Шојићевом грешком, њихови односи нису покварени (Шојић тврди да је амбасадор рањен током покушаја атентата на њега самог). Медији објављују њихову заједничку фотографију, а Озрен Солдатовић- који и даље манипулише многим Шојићевим потезима- жели да упозна амбасадора.
Истовремено, у Странци демократске ренесансе долази до унутрашњих трвења, Хаџи Здравковић бива избачен, а његов заменик, доктор Маричић преузима примат. Иза ове странке убрзо стаје Солдатовићева „десна рука"- познат под надимком Аламуња, који жели да се осамостали од свог шефа.
У политику све више улази и Димитрије Пантић са пензионерима, који убрзо планира заједничку акцију са Хаџи Здравковићем, од чега одустаје, чим сазна да је овај пријатељ са амбасадором земље са правом вета у Уједињеним нацијама, а која је учествовала у НАТО бомбардовању.

## Улоге
| Глумац              | Улога                            | Епизоде (у сезони)                        |
| ------------------- | -------------------------------- | ----------------------------------------- |
| Милан Гутовић       | Срећко Шојић                     | 1-14                                      |
| Предраг Смиљковић   | Тихомир Стојковић                | 1-14                                      |
| Ненад Јездић        | Благоје "Блашко" Пантић          | 1, 2, 3, 4, 5, 6, 7, 8, 9, 11, 12, 13, 14 |
| Александар Дунић    | Милорад Ћирковић "Ћирко"         | 1, 2, 3, 4, 5, 6, 7, 8, 9, 10, 12, 13, 14 |
| Дејан Луткић        | Густав Стојановић „Аламуња“      | 1, 2, 3, 4, 6, 7, 8, 11, 12, 13, 14       |
| Петар Краљ          | Димитрије Пантић                 | 1, 3, 4, 6, 7, 8, 10, 11, 12, 13, 14      |
| Мира Бањац          | Розалија Михајловић "Баба Роска" | 1, 3, 4, 5, 6, 7, 8, 9, 13, 14            |
| Мина Лазаревић      | Мирослава Пантић                 | 1, 2, 3, 4, 5, 10, 11, 12, 13             |
| Небојша Илић        | Мирослав Станковић               | 3, 4, 5, 6, 7, 9, 10, 12, 14              |
| Душан Голумбовски   | Озрен Солдатовић                 | 3, 4, 5, 6, 7, 9, 10, 12, 14              |
| Милица Милша        | Мелиза Рајковић                  | 1, 2, 4, 5, 8, 9, 10, 11                  |
| Драган Јовановић    | др Маричић                       | 1, 2, 7, 8, 9, 11, 12                     |
| Љиљана Драгутиновић | Персида "Сида" Пантић            | 1, 3, 4, 7, 8, 13, 14                     |
| Драган Вујић        | Здравко Пањковић                 | 2, 7, 8, 10, 11, 13, 14                   |
| Дубравка Мијатовић  | Слађана Савић                    | 3, 4, 5, 7, 8, 12, 13                     |
| Предраг Ејдус       | Хаџиздравковић                   | 7, 8, 10, 11, 12                          |